# D-Beam
 (mai 2008).
Si vous disposez d'ouvrages ou d'articles de référence ou si vous connaissez des sites web de qualité traitant du thème abordé ici, merci de compléter l'article en donnant les références utiles à sa vérifiabilité et en les liant à la section « Notes et références ».
Un D-Beam est un contrôleur Roland composé d'un faisceau infrarouge en émission et d'un capteur infrarouge en réception ; ce dernier détectant les mouvements de la main au-dessus de celui-ci, pour agir sur des paramètres choisis d'un son : enveloppes, filtres ou autres effets tels que le flanger, la wah wah, etc.